# Julien de La Corbinière
 (mai 2013).
Si vous disposez d'ouvrages ou d'articles de référence ou si vous connaissez des sites web de qualité traitant du thème abordé ici, merci de compléter l'article en donnant les références utiles à sa vérifiabilité et en les liant à la section « Notes et références ».
On le désigne[Qui ?] comme un « gentilhomme très savant », Julien de La Corbinière est le possesseur du château de Bourgon en Mayenne. Il devint président au parlement de Bretagne en 1664 puis président aux enquêtes.